# Lucilia modesta
Lucilia modesta är en tvåvingeart som beskrevs av Robineau-desvoidy 1830. Lucilia modesta ingår i släktet Lucilia och familjen spyflugor.
Artens utbredningsområde är Frankrike. Inga underarter finns listade i Catalogue of Life.